# マイク・ワインバーグ
マイク・ワインバーグ（Mike Weinberg, 1993年2月16日 - ）は、アメリカ合衆国ロサンゼルス出身の俳優。

## 出演作品

### テレビ
- ER Ⅵ 緊急救命室 #9（トミー）

### 映画
- ホーム・アローン4（ケビン・マカリスター）
- 夏休みのレモネード（ダニー）
- 海辺の家 （アダム・キンボール）